# Labatut (Pirenei Atlantici)
Labatut è un comune francese di 161 abitanti situato nel dipartimento dei Pirenei Atlantici nella regione della Nuova Aquitania.

## Società

### Evoluzione demografica
Abitanti censiti